# A. Le Coq

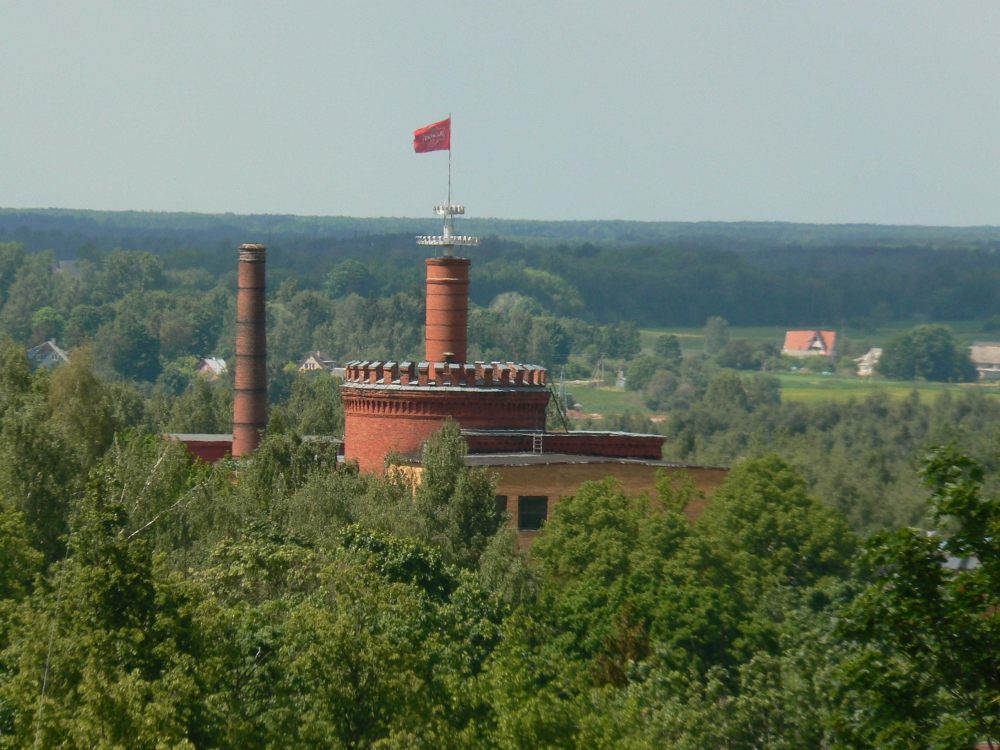
A. Le Coq bryggeri från 1938

A. Le Coq är ett estniskt bryggeri beläget i Tartu.

## Historia
Företaget grundades i Preussen 1830 och ägnade sig då åt handel med stout. År 1912 köptes tartubryggeriet Tivoli, med anor från 1826. Företaget förstatligades 1940 och bytte därefter namn till Tartu Õlletehas. Sedan 1968 buteljeras mineralvatten under namnet Värska. Efter Estlands självständighet återtogs nuvarande firmanamn. Företaget förvärvades 1997 av den finska företagsgruppen Olvi.
Enligt företaget själva är de Estlands äldsta dryckestillverkare, konkurrenten Saku påstår sig dock vara landets äldsta bryggeri.

## Exempel på varumärken[3]
- A. Le Coq Premium - ljus lager, 4,7 %
- A. Le Coq Porter - baltisk porter, 6,5 %
- Saaremaa X - stark lager, 10 %
- Fizz Sweet Perry - päroncider baserad på fruktvin, 4,7 %.
- Eesti Kali Kvas - kvass

## Besök
A. Le Coq driver ett ölmuseum vid bryggeriets mälteri i Tartu. Provsmakning och en guidad visning av bryggeriet ingår i entréavgiften. Gruppbesök bör förhandsbokas.